# منغوليا في الحرب العالمية الثانية

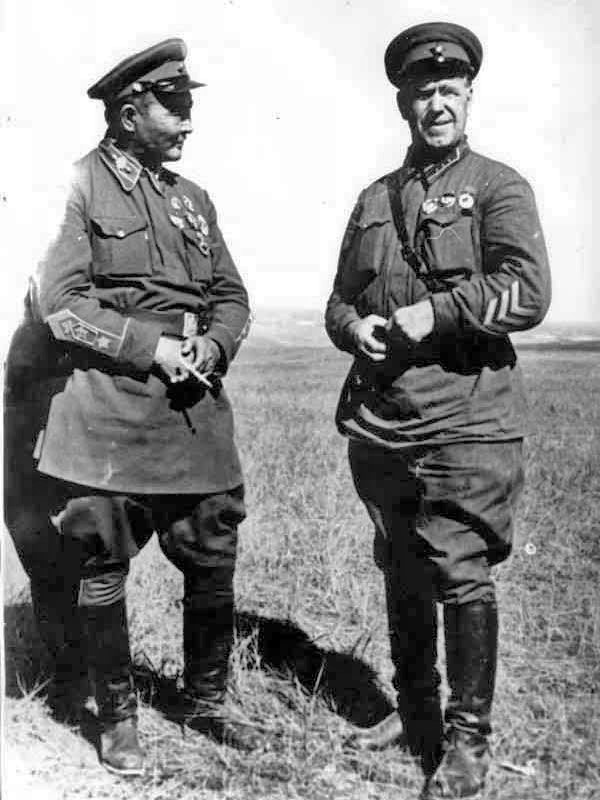

حكمت منغوليا الخارجية -رسميًا الجمهورية الشعبية المنغولية- حكومة خورلوجين تشويبسان الشيوعية خلال الحرب العالمية الثانية، وارتبطت ارتباطًا وثيقًا بالاتحاد السوفيتي. تعد غالبية الدول منغوليا، التي يبلغ عدد سكانها أقلّ من مليون نسمة، مقاطعةً انفصالية لجمهورية الصين الشعبية. طوال الحرب مع ألمانيا، وفّرت البلاد للاتحاد السوفييتي الدعم الاقتصادي، مثل الماشية والمواد الخام والمال والطعام والملابس العسكرية، منتهكةً الحياد المنغولي لصالح الحلفاء. كانت منغوليا واحدةً من الدولتين التابعتين للسوفيت غير المعترف بهما عمومًا كدولتين ذات سيادة في ذلك الوقت، وكانت جمهورية توفا الشعبية هي الدولة الثانية، وشارك كلاهما في الحرب العالمية الثانية.

## التحالف السوفيتي المنغولي ضد اليابان قبل الحرب
كانت العلاقات السوفييتية المنغولية محكومة بما يسمى «اتفاق الجنتلمان» من 27 نوفمبر 1934، وأُضفي عليها الطابع الرسمي في ميثاق المساعدة المتبادلة في 12 مارس 1936. خلقت هذه المعاهدة تحالفًا عسكريًا دفاعيًا متبادلًا، وألزمت أيضًا كلا الطرفين بإخراج القوّات من أراضي الطرف الآخر عندما تنقضي الحاجة إلى المساعدة العسكرية. وُجِّهت هذه الاتفاقيات إلى اليابان، التي احتلت منشوريا وتقدّمت إلى منغوليا الداخلية، وكان هدفها حماية سكّة الحديد العابرة لسيبيريا السوفيتية.
قرّر السوفييت نشر قواتٍ على طول الحدود الجنوبية والجنوبية الشرقية لمنغوليا في 13 أغسطس 1937 كجزءٍ من جهودهم الرامية إلى دعم الصين في حربها ضد اليابان. جرى تزوير خطط غزوٍ يابانية متقنة للحصول على موافقة الحكومة المنغولية. وصل نائب وزير الدفاع السوفيتي، بيوتر سميرنوف، وعددٌ قليل من الموظفين إلى منغوليا للإشراف على نقل الجيش السابع عشر السوفيتي. تزامن وصول الجيش السوفييتي، كما هو مخطّط، مع سلسلة من الرعب والتطهير المكثّفين («الإرهاب العظيم»). أعلن المفوّض الخارجي فياتشيسلاف ميخائيلوفيتش مولوتوف في خطابه أمام الدورة الثالثة للمجلس الأعلى للاتحاد السوفياتي في 31 مايو 1939 مصرّحًا: «سندافع عن حدود جمهورية منغوليا الشعبية بنفس القدر من العزم الذي سندافع به عن حدودنا».
شاركت منغوليا مشاركةً كثيفة في النزاعات الحدودية السوفيتية اليابانية، وأبرزها معركة خالخين غول التي استمرّت أربعة أشهر (مايو– سبتمبر 1939). اندلع معظم هذه النزاعات على طول الحدود الشرقية لمنغوليا وكثيرًا ما كان يُنظر إليها على أنها مقدمةٌ مهمّة للحرب العالمية الثانية.

## الحرب العالمية

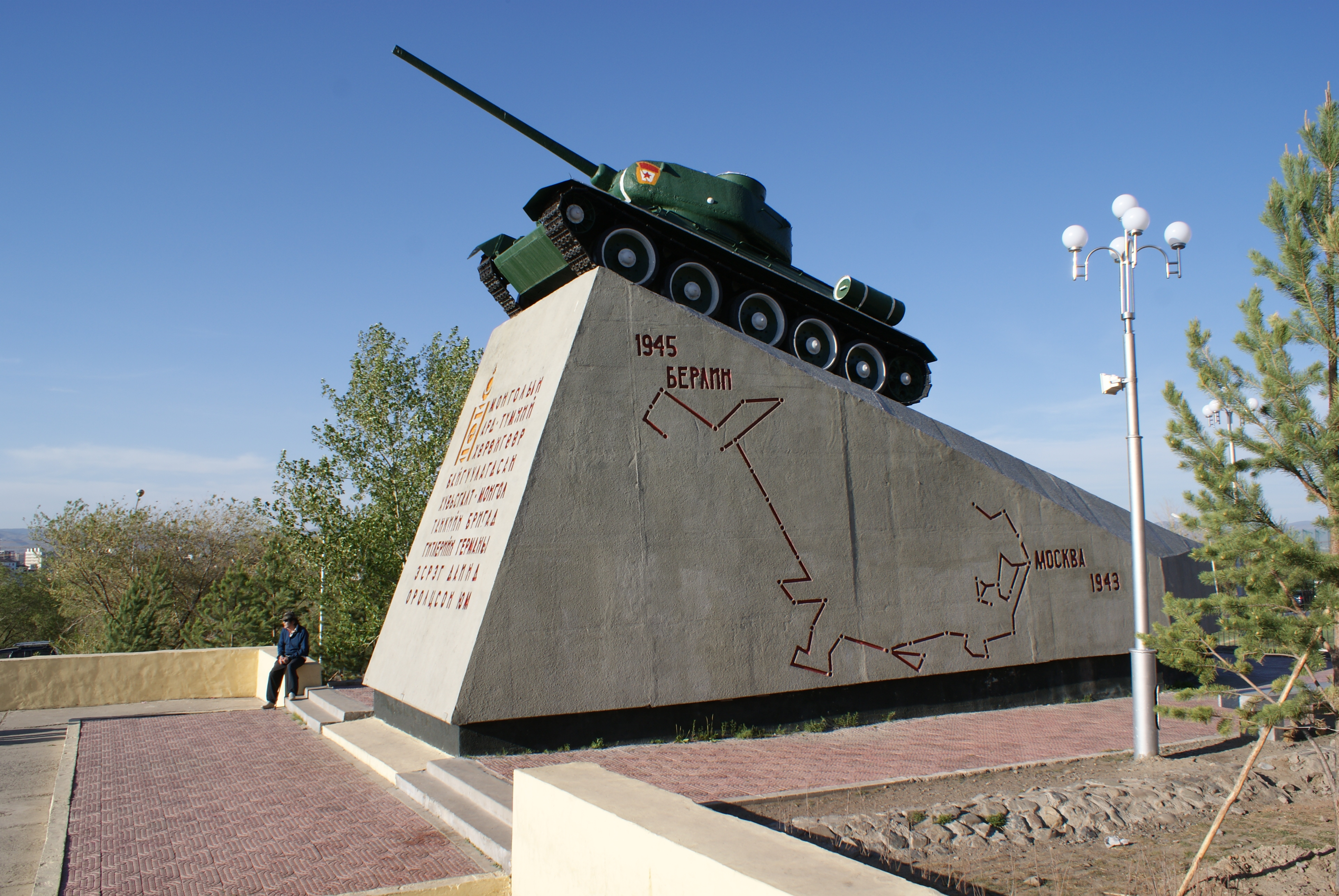
نصب تذكاري للحرب العالمية الثانية في أولان باتور، يضم دبابة T-34-85.

### الحرب ضد ألمانيا
يُقال إن منغوليا وقّعت اتفاقًا مع دولة مانشوكو اليابانية العميلة في 18 يوليو 1940. في اتفاقية الحياد السوفيتية اليابانية في 13 أبريل 1941، اعترفت القوّتان بحياد منغوليا ومكانتها داخل مجال النفوذ السوفيتي. كان موقعها الجغرافي بمثابة حاجزٍ بين القوات اليابانية والاتحاد السوفيتي. بالإضافة إلى إبقاء نحو 10% من السكان مسلّحين، قدّمت منغوليا الإمدادات والمواد الخام إلى الجيش السوفيتي، وموّلت عدة وحدات، على سبيل المثال لواء دبابات «منغوليا الثورية» وسرب «آرات المنغولية» ونصف مليون رأس من الخيول العسكرية. وحارب أكثر من 300 من العسكريين المتطوعين المنغوليين في الجبهة الشرقية.

### الحرب ضد اليابان
شاركت القوات المنغولية في الغزو السوفيتي لمنشوريا في أغسطس 1945، على الرغم من أنهم شكّلوا جزءًا صغيرًا من العمليات التي يقودها الاتحاد السوفيتي ضد القوات اليابانية وحلفائها المانشو والمنغوليين الداخليين. أُلحِقت القوّات المنغولية بمجموعة الفرسان السوفيتية المنغولية تحت قيادة ة الكولونيل العام إيسا أليكساندروفيتش بلييف. كانت الوحدات المنغولية تتألّف من: فرق الفرسان المنغولية الخامسة والسادسة والسابعة والثامنة واللواء المدرّع الآلي السابع ولواء السيارات المدرّعة وفوج المدفعيّة الثالث. بعد مضيّ أكثر من أربعٍ وعشرين ساعة على عبور القوّات المنغولية الأولى في صحبة حلفائها السوفيت الحدود إلى الصين التي كانت واقعة تحت وطأة الاحتلال الياباني في 10 أغسطس 1945، أصدر البرلمان المنغولي، الخورال الصغير، إعلانًا رسميًا بالحرب على اليابان.
يكرّم اليوم نصب زياسان التذكاري في المنطقة الجنوبية للعاصمة المنغولية أولان باتور الجنود السوفيت الذين قُتِلوا في الحرب العالمية الثانية.